# Toxorhina pictipennis
Toxorhina pictipennis är en tvåvingeart som beskrevs av Alexander 1972. Toxorhina pictipennis ingår i släktet Toxorhina och familjen småharkrankar.
Artens utbredningsområde är Nigeria. Inga underarter finns listade i Catalogue of Life.